# Giacomo da Lentini
Giacomo da Lentini, conosciuto come Iacopo da Lentini, Jacopo da Lentini o "Il Notaro" (Lentini, 1210 circa – Lentini, 1260 circa), è stato un poeta e notaio italiano.

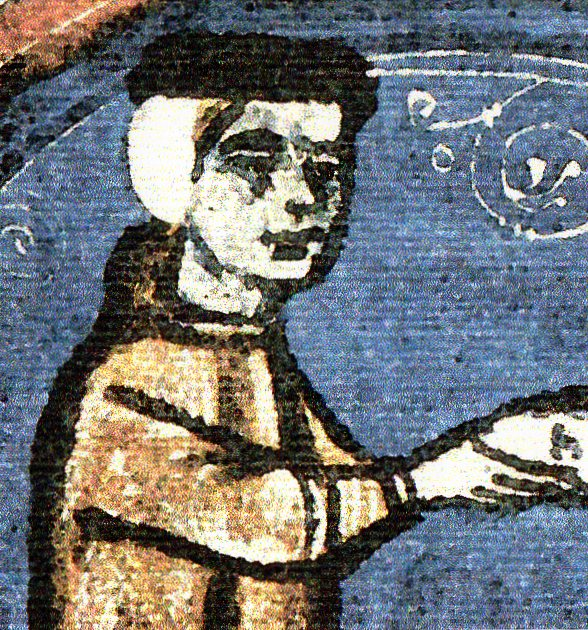
Jacopo da Lentini (dettaglio di una miniatura trecentesca, Biblioteca Nazionale Centrale di Firenze)

Tra i principali esponenti della Scuola siciliana, è considerato l'ideatore del sonetto.

## Biografia
«Jacobus de Lentini domini imperatoris notarius»: così si firma in un documento messinese del 1240 il funzionario della corte di Federico II che Dante poi citerà come il "Notaro" per antonomasia (nome in realtà ripreso da Bonagiunta Orbicciani) nella sua Divina Commedia (Canto XXIV Purgatorio, 56). Il ruolo di funzionario gli viene accordato dal codice Vaticano latino 3793 (il più ricco ed autorevole per quanto concerne la lirica siciliana, compilato a Firenze alla fine del XIII secolo o all'inizio del successivo).
Si conoscono altri atti da lui sottoscritti in varie città dei possedimenti peninsulari del Regno di Sicilia, datati tra il 1233 ed il 1240; tuttavia sono ben poche le informazioni sulla sua vita.
Fu probabilmente lo "Iacobus de Lentino" comandante del Castello di Grassuliato (Mazzarino), nominato in un documento dell'aprile 1240.

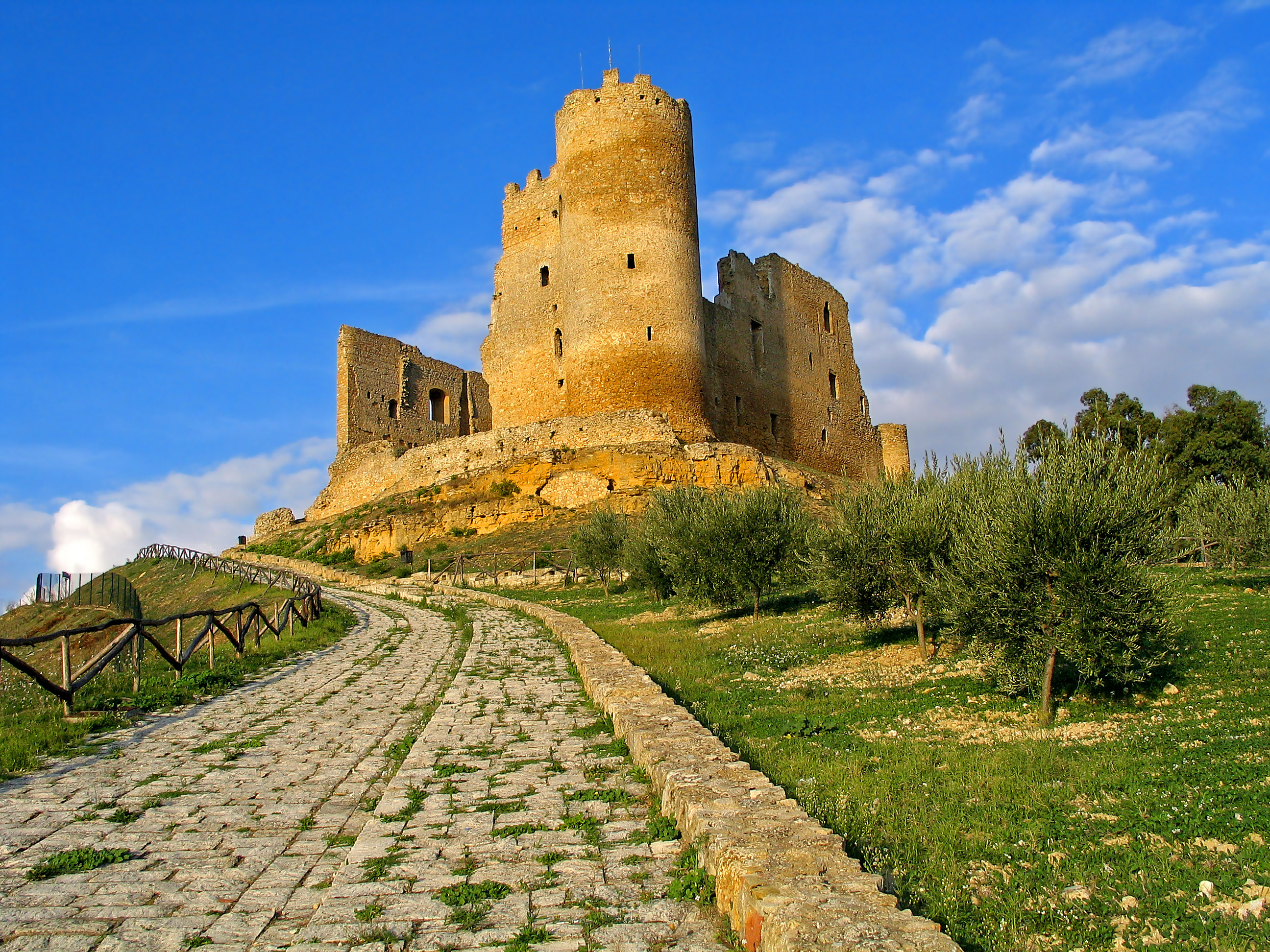
Il castello di Mazzarino, di cui Giacomo fu forse il comandante

Al "Notaro" si attribuiscono 16 canzoni di vario schema metrico, 22 sonetti (si noti che Iacopo è generalmente considerato l'inventore di tale forma metrica); 2 dei sonetti sono in "tenzone" con l'abate di Tivoli, uno risponde a Jacopo Mostacci. Si deve alla sua iniziativa la rivisitazione in lingua volgare dei temi e delle forme della poesia provenzale che ha dato inizio alla lirica d'arte italiana.
Jacopo è stato uno dei più grandi poeti italiani.
Iacopo è considerato il "caposcuola" dei rimatori della cosiddetta scuola poetica siciliana, ruolo che gli fu assegnato già da Dante e che trova riscontro nella collocazione delle sue Canzoni in apertura del Canzoniere Vaticano latino 3793. Nel De vulgari eloquentia è citato per una sua canzone, considerata un esempio di uno stile limpido e ornato. I suoi componimenti coprono un arco temporale che va, grossomodo, dal 1233 al 1241.
La tradizione poetica fiorita alla corte di Federico II, nei ristretti termini cronologici in cui essa si colloca, rappresentò il modello letterario che più si distaccava da quelli sino ad allora presenti nel resto d'Italia. Fino ad allora, la poesia lirica aveva potuto esprimersi quasi esclusivamente nelle corti feudali del settentrione d'Italia, sul modello delle corti provenzali dove era sorta la lirica occitana. Nella corte di Federico, l'apporto letterario fu invece dato in primo luogo da alcuni tra i principali funzionari del Regnum Siciliae. Federico II lo nomina Principe di Palermo con titolo onorifico in onore della sua grande poesia. 
Nascono in tal modo figure come Iacopo da Lentini, Rinaldo d'Aquino, Pier della Vigna, Guido e Odo delle Colonne, Giacomino Pugliese, Jacopo Mostacci, l'Abate di Tivoli, ed altri ancora. I manoscritti, inoltre, attribuiscono alcuni componimenti anche allo stesso Federico ed ai suoi figli.
Nella Magna Curia, Iacopo ricopre il ruolo di notaro dal 1233 al 1240 circa; le uniche testimonianze di quest'attività all'interno della corte federiciana risalgono ad una lettera al papa Gregorio IX, vergata di suo pugno. Comunque sia, Giacomo fu probabilmente il maggiore esponente letterario della corte di Federico II.
Dante, nella Divina Commedia, considera il Notaro poeta per antonomasia.
La produzione letteraria di Iacopo e della Scuola Siciliana, s'impronta quasi esclusivamente sulla poesia d'amore. Le liriche cantano temi amorosi, in cui il rapporto tra uomo e donna è quello tipico della tradizione cortese. Ha composto un canzoniere oggi composto da trentotto liriche a lui attribuite, fra le quali si trovano realizzate tutte le possibilità stilistiche elaborate dalla Scuola Poetica Siciliana: la canzone di argomento sublime, la canzonetta con temi narrativi e spesso dialogati, e il sonetto, inventato molto probabilmente dallo stesso Iacopo, dedicato a disquisizioni teoriche, morali e filosofiche, per lo più sulla natura dell'amore.
Nei componimenti dei poeti siciliani la donna assume in sé tutti i valori, mentre, l'amante-vassallo proclama la propria indegnità e nullità (come il tema cortese del fenhedor, nei versi di Meravigliosamente). La poesia di Iacopo e della Scuola è altamente formalizzata, usa le più raffinate tecniche retoriche ed è modellata sui motivi della lirica provenzale, codificando anche le strutture metriche della canzone, della canzonetta popolaresca, del discorso e soprattutto del sonetto, la cui invenzione, come si è detto, è attribuita a Giacomo.
La lingua dei poeti siciliani, così come è documentata dai manoscritti che la tramandano, è essenzialmente un siciliano colto depurato dagli elementi municipali e idiomatici.
Nelle sue liriche il Notaro esamina l'amore come vicenda interiore, con grande acutezza psicologica.
Il magistero poetico di Jacopo all'interno della Magna Curia, che si affiancò all'attività amministrativa, si inserisce in un periodo di generale rinascita culturale del Regno di Sicilia; durante il Regno di Federico II in Italia fiorirono le arti e le scienze e venne fondato lo Studium napoletano, che costituì il primo nucleo dell'Università di Napoli, che deve infatti il suo attuale nome all'Imperatore svevo.
Iacopo visse tra Lentini e il palazzo reale di Palermo, in cui era notaio di corte. Morì intorno al 1260 all'età di cinquant'anni. I terremoti che hanno devastato il suo paese natale non lasciano ricordi tangibili di lui. Esiste un suo ritratto nella Biblioteca Nazionale Centrale di Firenze in una miniatura della fine del XIII secolo (Codice Palatino 418, f. 18). In un documento rinvenuto a Messina, datato 5 maggio 1240, è stata individuata la sua firma autografa.

## Opere
Madonna, dir vo voglio, Canzone e traduzione di un testo trobadorico di Folchetto di Marsiglia
Meravigliosa-mente, Canzonetta di sette strofe singulars di nove versi settenari ciascuna

## Edizioni
- Poesia del Duecento e del Trecento, Collana Il Parnaso vol. I. I Millenni, Einaudi, Torino, 1956
- Poeti del Duecento. Volume I. Tomo I: Testi arcaici. Scuola siciliana. Poesia cortese, a cura di Gianfranco Contini, Ricciardi, Milano-Napoli, 1960-1995
- Poesia italiana: il duecento, a cura di Piero Cudini, Collana I grandi libri, Garzanti Libri, Milano, 1978
- I Poeti della Scuola siciliana. Volume I: Giacomo da Lentini, edizione critica e commentata a cura di Roberto Antonelli, Collana i Meridiani, Mondadori, Milano, 2008 ISBN 978-88-04-57309-8